# 索皮奇
51°50′55″N 34°21′51″E / 51.84861°N 34.36417°E
索皮奇（烏克蘭語：Сопич）是位於烏克蘭東北部的村莊，由蘇梅州紹斯特卡區的埃斯曼市鎮負責管轄。該村處於克列文河畔，距離波塔皮夫卡2.5公里，海拔高度181米，2001年人口764。